# Odmieniec pospolity
Odmieniec pospolity (Proteus vulgaris) – urzęsiona, bezotoczkowa Gram ujemna bakteria o kształcie pałeczki należąca do rodzaju Proteus. Odkryta została przez Hausera w 1885 roku. Nazwa gatunkowa (vulgaris) oznacza powszechność występowania drobnoustroju.

## Profil biochemiczny
Podobnie jak pozostałe bakterie tego rodzaju, odmieniec pospolity wytwarza mocznik, ureazę, H2S oraz fermentuje glukozę. Ponadto fermentuje maltozę, sacharozę, ksylozę; ale nie mannitol. Wytwarza indol, rozkłada żelatynę.

## Diagnostyka
Bakteria wzrasta na prostych podłożach hodowlanych, takich jak agar zwykły. Na agarze z krwią mogą wywoływać hemolizę. Wzrasta na podłożu z KCN.
Podobnie jak inne bakterie Proteus, wzrost jest pełzający (mgławicowy). Obraz bezmgławicowy uzyskiwany jest po dodaniu do hodowli alkoholu lub nitroprusydku sodu.

## Chorobotwórczość
Drobnoustrój jest odpowiedzialny za zakażenia układu pokarmowego (w tym dróg żółciowych), ucha środkowego, płuc oraz opon mózgowych.